# Meadville (Pensilvânia)
Meadville é uma cidade localizada no estado norte-americano de Pensilvânia, no Condado de Crawford.

## Demografia
Segundo o censo norte-americano de 2000, a sua população era de 13.685 habitantes.
Em 2006, foi estimada uma população de 13.421, um decréscimo de 264 (-1.9%).

## Geografia
De acordo com o United States Census Bureau tem uma área de
11,3 km², dos quais 11,3 km² cobertos por terra e 0,0 km² cobertos por água. Meadville localiza-se a aproximadamente 343 m acima do nível do mar.

## Localidades na vizinhança
O diagrama seguinte representa as localidades num raio de 16 km ao redor de Meadville.